# Helen Marten

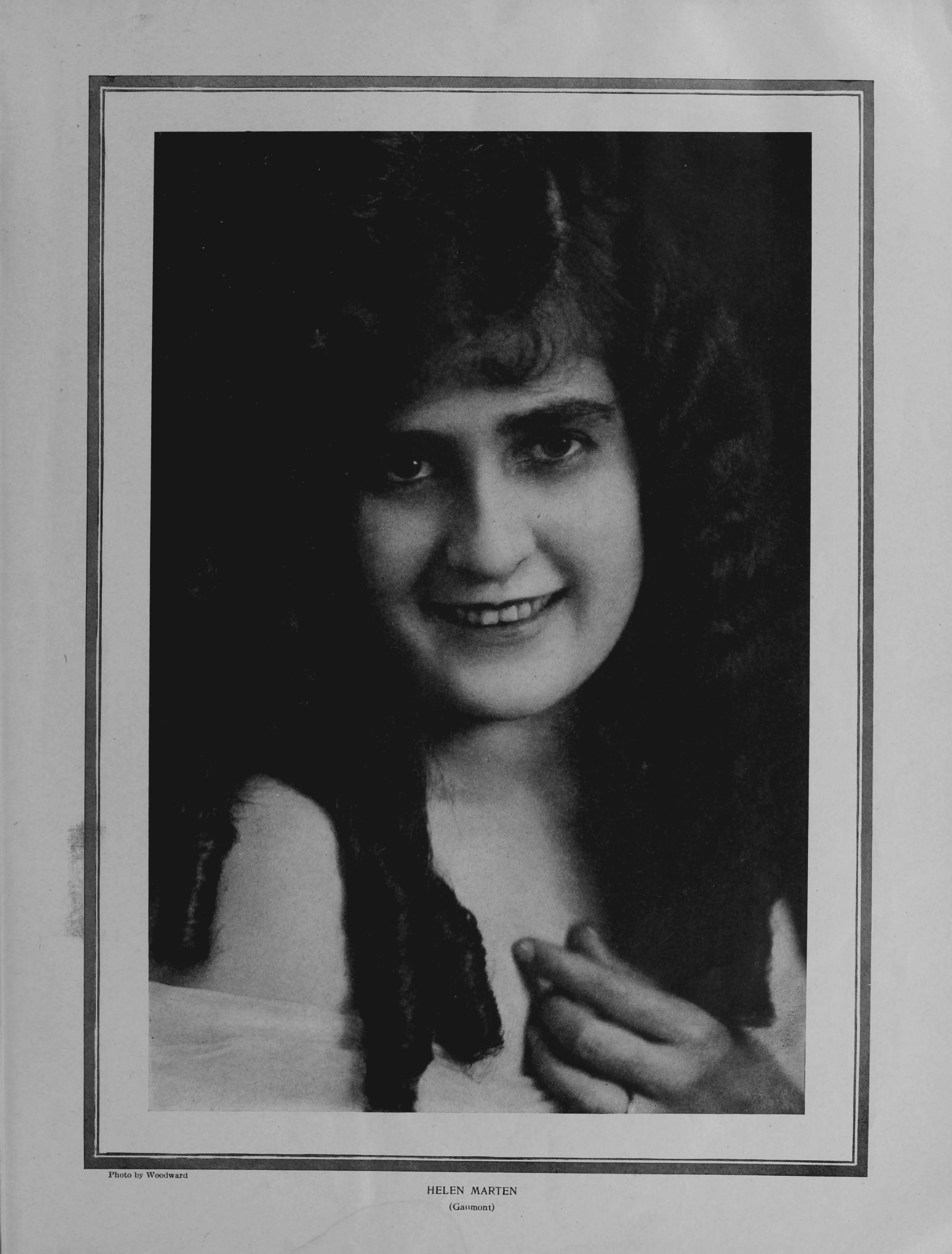
Retrat de l'actriu del 1916

Helen Marten va ser una actriu de cinema mut que va desenvolupar la seva carrera cinematogràfica en la dècada dels anys 10 del segle xx, principalment dins de la productora Éclair-American.
A l'edat de 6 anys ja interpretava rols en el teatre i va formar part de diferents companyies fent papers juvenils. Als 16 anys ja actuava en vodevils i poc després es va presentar i va guanyar a un concurs de bellesa organitzat pe diari New York American i a rel d'això va esdevenir model per a ser la Gibson girl d'aquell any en les il·lustracions que feia Charles Dana Gibson.
La popularitat aconseguida li va permetre signar l'agost de 1911 per a Éclair-American quan aquesta companyia es va establir als Estats Units. Amb la companyia només va filmar “Hands Across the Sea in '76” (1911) i, a principis de l'any següent, va signar un altre contracte amb Lubin. De nou, després de filmar amb ells cinc pel·lícules en mig any, en va filmar només una amb Pathé ("Saved at the Altar" (1912)) aquell segon semestre i, a principis de 1913, ja tornava a ser actriu de l'Éclair. A Éclair sovint feia papers d'índia o de noi. Es va estar a Éclair fins al 1914 quan, a rel de l'incendi que va cremar fins i tot el laboratori, va abandonar la companyia. A partir d'aquell moment va actuar en poques pel·lícules més. Durant el 1915 va tornar als vodevils i a finals d'aquell any va ser contractada per Gaumont companyia amb la que només va actuar en quatre pel·lícules. Encara va participar en tres pel·lícules més abans de retirar-se completament del cinema.

## Filmografia
- Hands Across the Sea in '76 (Éclair, 21 novembre 1911)
- A Midwinter Night's Dream (Lubin, 19 febrer 1912)
- My Princess (Lubin, 6 març 1912)
- The Kodak Contest (Lubin, 14 març 1912)
- The Preacher and the Gossips (Lubin, 16 març 1912)
- Revenge (Lubin, 1 juny 1912)
- Saved at the Altar (Pathé, 14 setembre 1912)
- The Spectre Bridegroom (Éclair, 23 gener 1913)
- The Trail of the Silver Fox (Éclair, 11 febrer 1913)
- The Great Unknown (Éclair, 20 febrer 1913)
- The Crimson Cross (Éclair, 5 març 1913)
- For Better or for Worse (Éclair, 19 març 1913)
- The Sons of a Soldier (Éclair, 7 maig 1913)
- The Greater Call (Éclair, 23 juliol 1913)
- The Honor of Lady Beaumont (Éclair, 6 agost 1913)
- Jacques the Wolf (Éclair, 1 octubre 1913)
- Big Hearted Jim (Éclair, 22 octubre 1913)
- Partners (Éclair, 19 novembre 1913)
- Over the Cliffs (Éclair, 10 desembre 1913)
- Cue and Miss Cue (Éclair, 4 gener 1914)
- The Case of Cherry Purcelle (Éclair, 7 gener 1914)
- The Diamond Master (Éclair, 4 març 1914)
- In a Persian Garden (Éclair, 20 maig 1914)
- Wife (Éclair, 10 juny 1914)
- Duty (Éclair, 8 juliol 1914)
- The Dupe (Éclair, 29 juliol 1914)
- In the Days of Old (Éclair, 2 agost 1914)
- Moonlight (Éclair, 9 agost 1914)
- A Pearl of Great Price (Éclair, 16 agost 1914)
- The Miracle (Éclair, 23 agost 1914)
- The Character Woman (Éclair, 26 agost 1914)
- Boy (Éclair, 9 setembre 1914)
- No Show for the Chauffeur (Éclair, 6 setembre 1914)
- The Song of the Wage Slave (Popular Plays and Players, 4 octubre 1915)
- Lessons in Love (Gaumont, 1 desembre 1915)
- The Idol of the Stage (Gaumont, 31 gener 1916)
- I Accuse (Gaumont, 21 febrer 1916)
- According to Law (Gaumont, 6 març 1916)
- The Man from Nowhere (Universal,19 juny 1916)
- It Didn't Work Out Right (Victor Film Co. 14 desembre 1916)
- Corruption (Super Art Film Corp. juliol 1917)